# Cevena Vivaresa
La Cevena Vivaresa (Cevena Vivaresa, en occità) és un Parçan o comarca d'Occitània situada al Llenguadoc.
Les Cevenes (en occità, Cevenas) és una serralada de muntanyes al sud-est del Massís Central, del qual formen part. S'estenen pel nord del departament francès del Gard, el sud del departament del Losera i es prolonguen en els monts del Vivarès (en francès, monts du Vivarais o monts d'Ardèche), al  sud-oest del departament d'Ardecha
Segons la proposta de divisió territorial d'Occitània del diari Jornalet, basada en l'obra de Frederic Zégierman Le Guide des pays de France, les Cevenes estarien repartides en tres Parçans o «comarques» d'Occitània, a la regió històrica del Llenguadoc:
- a la subregió del Baix Llenguadoc: la Cevena Llenguadociana
- a la subregió del Gavaldà: la Cevena Gavaldanesa.
- a la subregió del Vivarès: la Cevena Vivaresa.

Oficialment, les comunes de la Cevena Vivaresa estan adscrites administrativament i situades al sud-oest del departament francès d'Ardecha.